# フランス国鉄Z8800形電車
フランス国鉄Z8800形電車（フランスこくてつZ8800がたでんしゃ）は、フランスの国有鉄道であるフランス国鉄（SNCF）が所有する電車。多客輸送に適した2階建て車両「Z 2N」のうち、直流・交流双方の電圧に対応した交直流電車として初めて製造された形式である。

## 概要
フランス国鉄が所有する電化鉄道路線には、第二次世界大戦前に電化が実施された直流1,500 Vの区間と、戦後に電化が行われた交流25,000 V 50 Hzの区間が混在しており、首都・パリ周辺（イル＝ド＝フランス地域圏）の鉄道網でも従来の直流電化区間に加えて1958年以降北部の郊外地域を始めとした区間が交流を用いる形で電化が実施された。そのため、1970年代から開発が進められていたイル＝ド＝フランス地域圏向けの2階建て電車「Z 2N」についても、双方の電圧に対応した車両が求められる事となった。これを受け、最初の形式となった直流専用のZ5600形電車に続いて開発・製造されたのが、交直流電車のZ8800形である。
Z8800形は動力を搭載した先頭車（電動制御車、ZBe）と動力を持たない中間車（付随車、ZRABe、ZRBe）からなる4両編成を組んでおり、全車とも2階建て構造となっている。車内の座席配置はクロスシートで、製造当初1等座席は2 + 2人掛け、2等座席は2 + 3人掛けであった。また、前述のように、Z8800形は交流を直流に変換する整流器を始めとした、直流1,500 Vと交流25,000 V 50Hz双方の電圧に対応した機器を搭載している。そのため直流専用のZ5600形と比較して先頭車（電動制御車）の車内の機器スペースが拡大しており、その分定員数が減少している。また、1編成（Z 8895編成）については製造当初アルストムが製造した誘導電動機を試験的に搭載しており、他車と同様の直流電動機に交換された1988年まで営業運転を含めた各種試験が行われている。

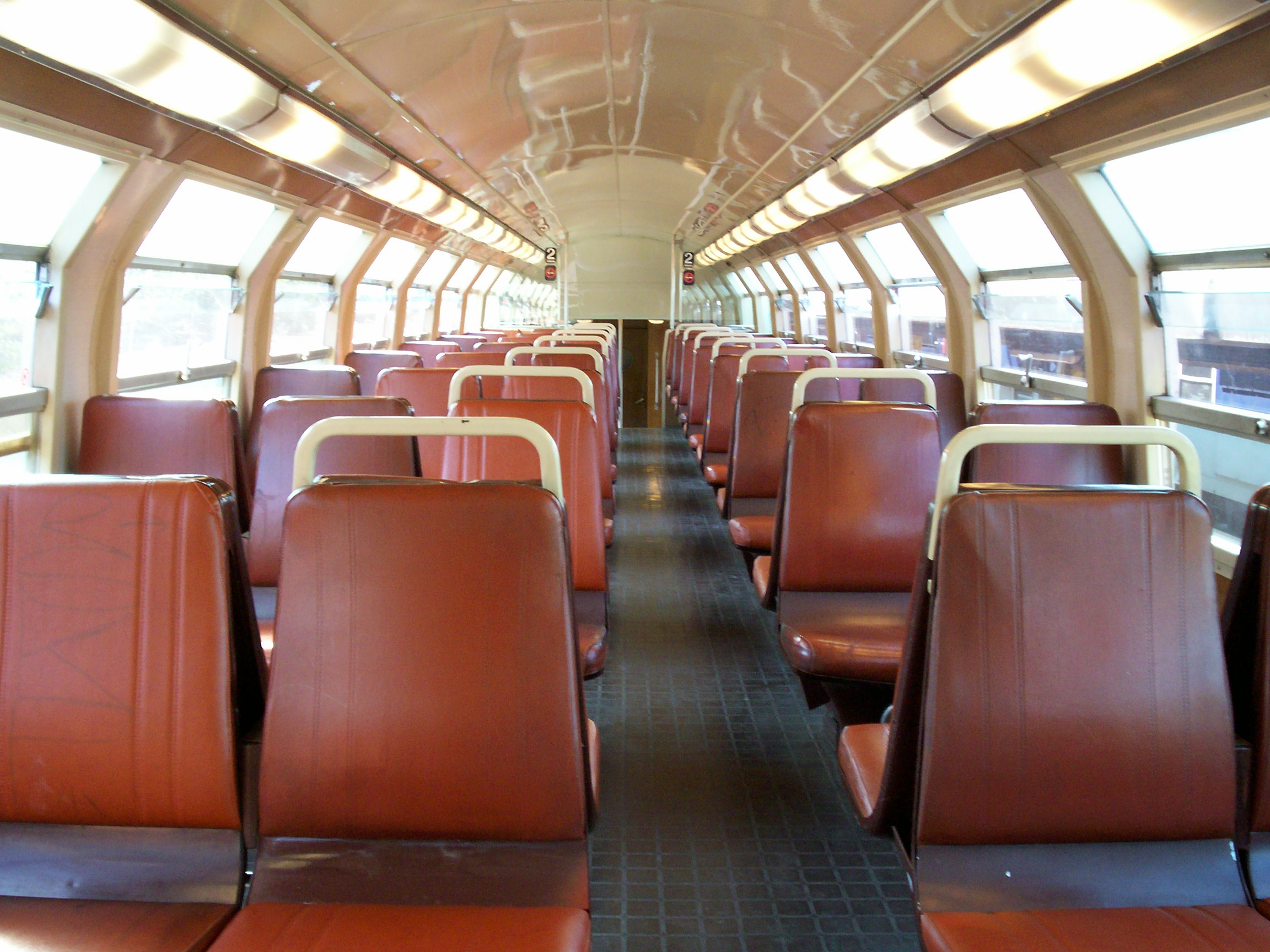
車内（登場時）（2階部分）
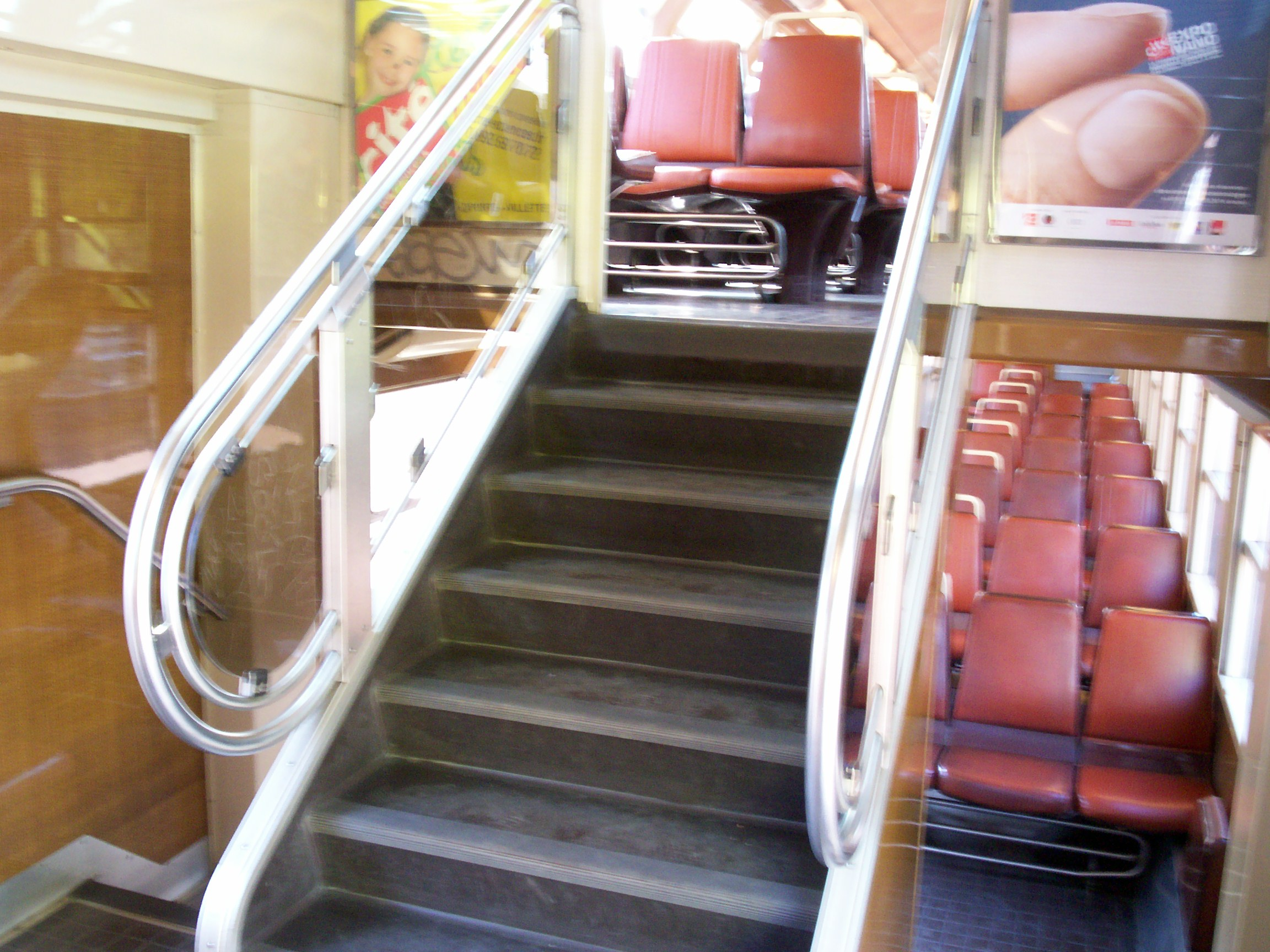
車内（階段）
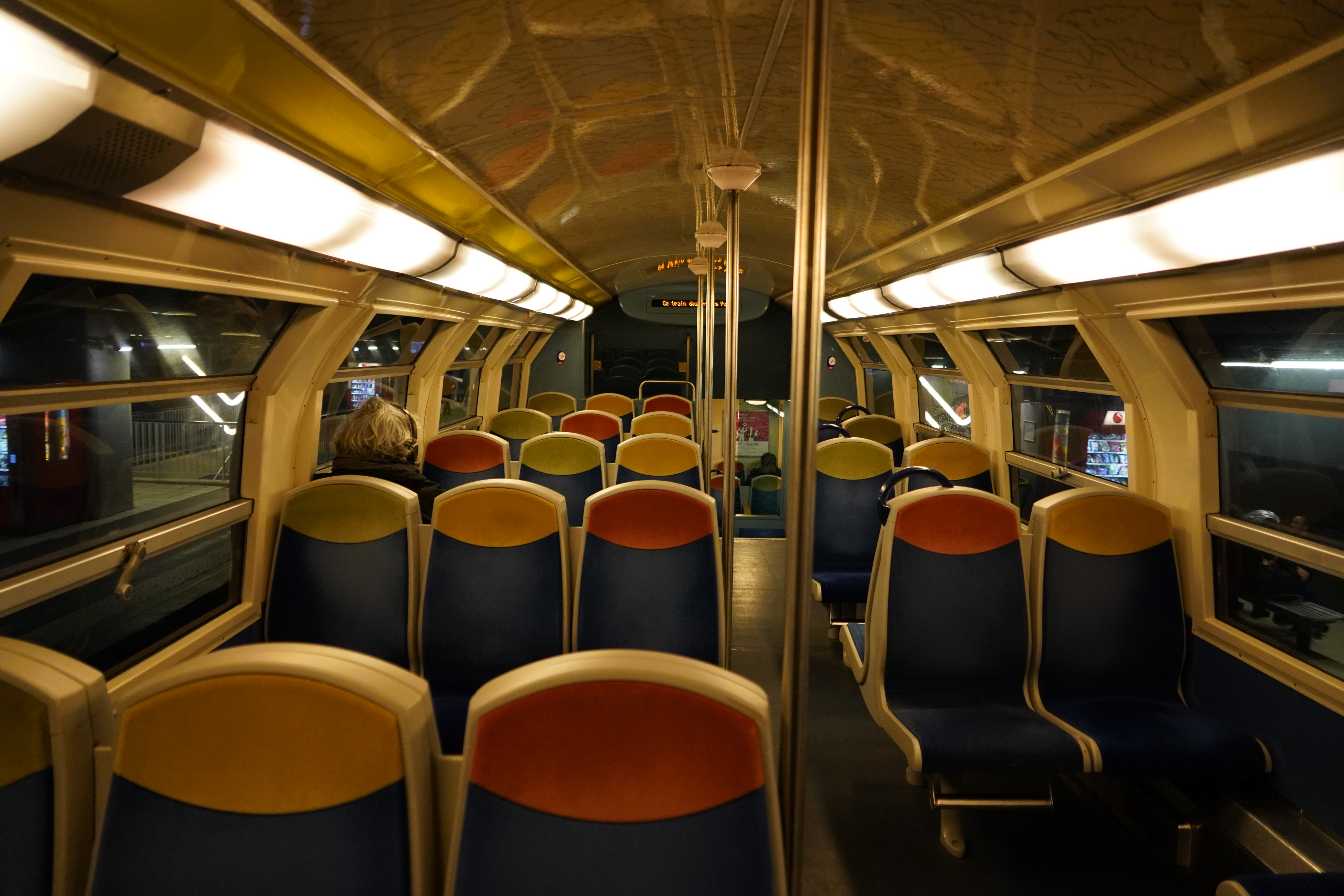
車内（更新後）（2階部分）
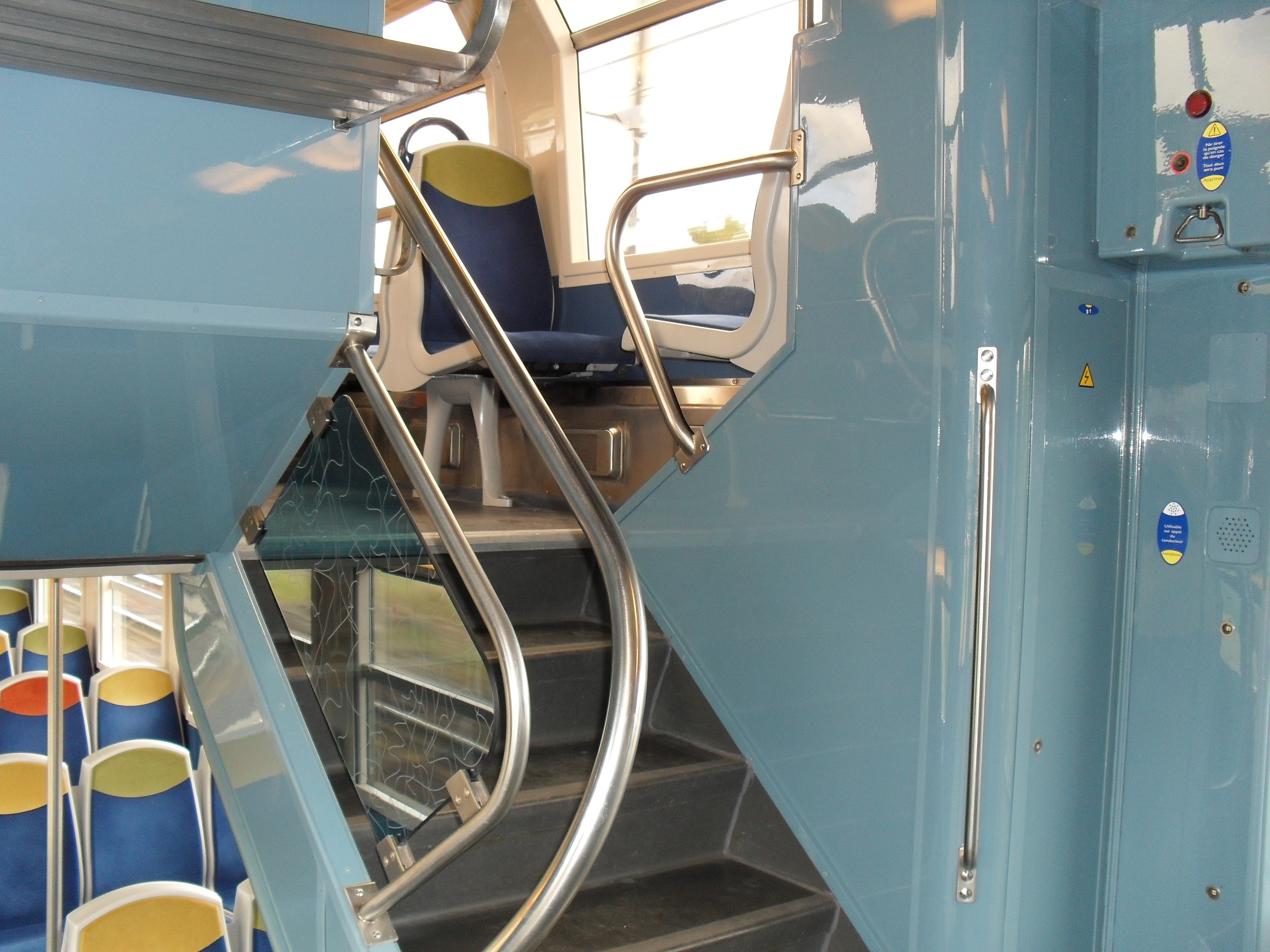
車内（階段）

1985年から製造が開始され、合計58編成（4両編成58本）が1988年まで製造された。その後、2010年から2013年にかけて塗装変更や座席の交換、1等座席の撤去および2等座席（2 + 3人掛け）への変更、監視カメラの設置などの更新工事が施工されている。2022年時点でもRER C線やトランシリアンの各線で使用されているが、一部車両が事故で廃車されており、同年時点で在籍するのは57編成である。

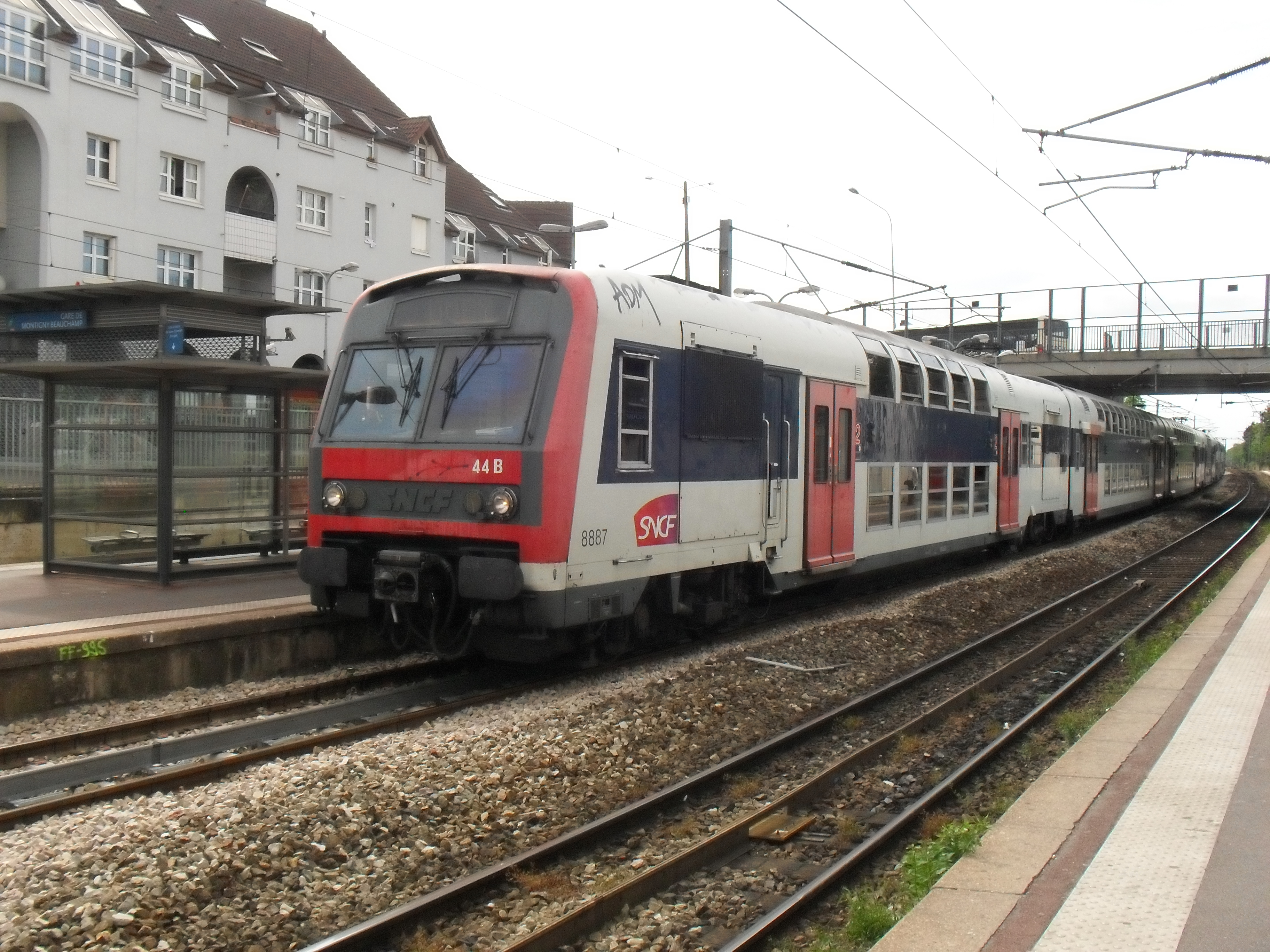
登場時の塗装（2011年撮影）
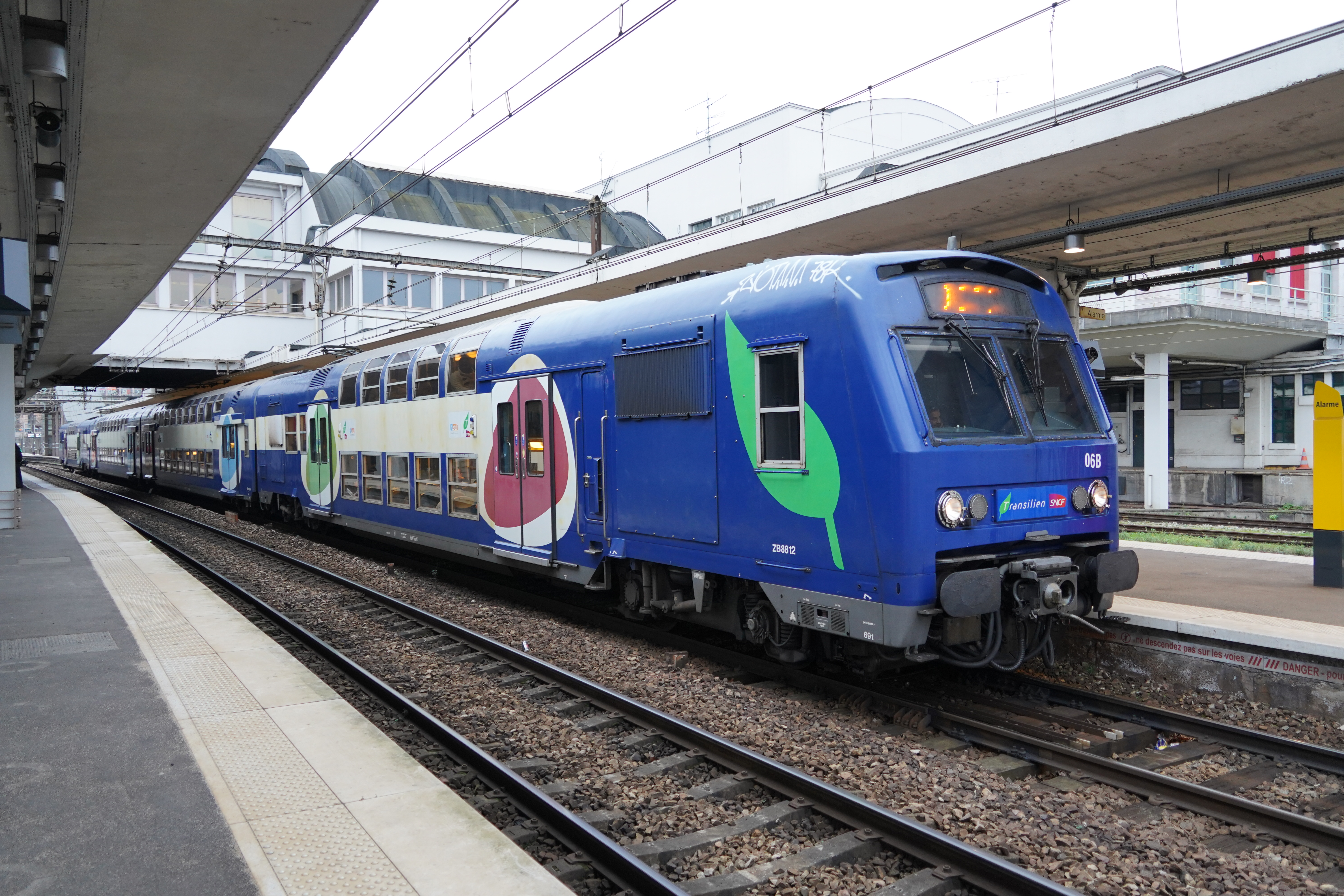
更新後の塗装（「トランシリアン」）（2024年撮影）
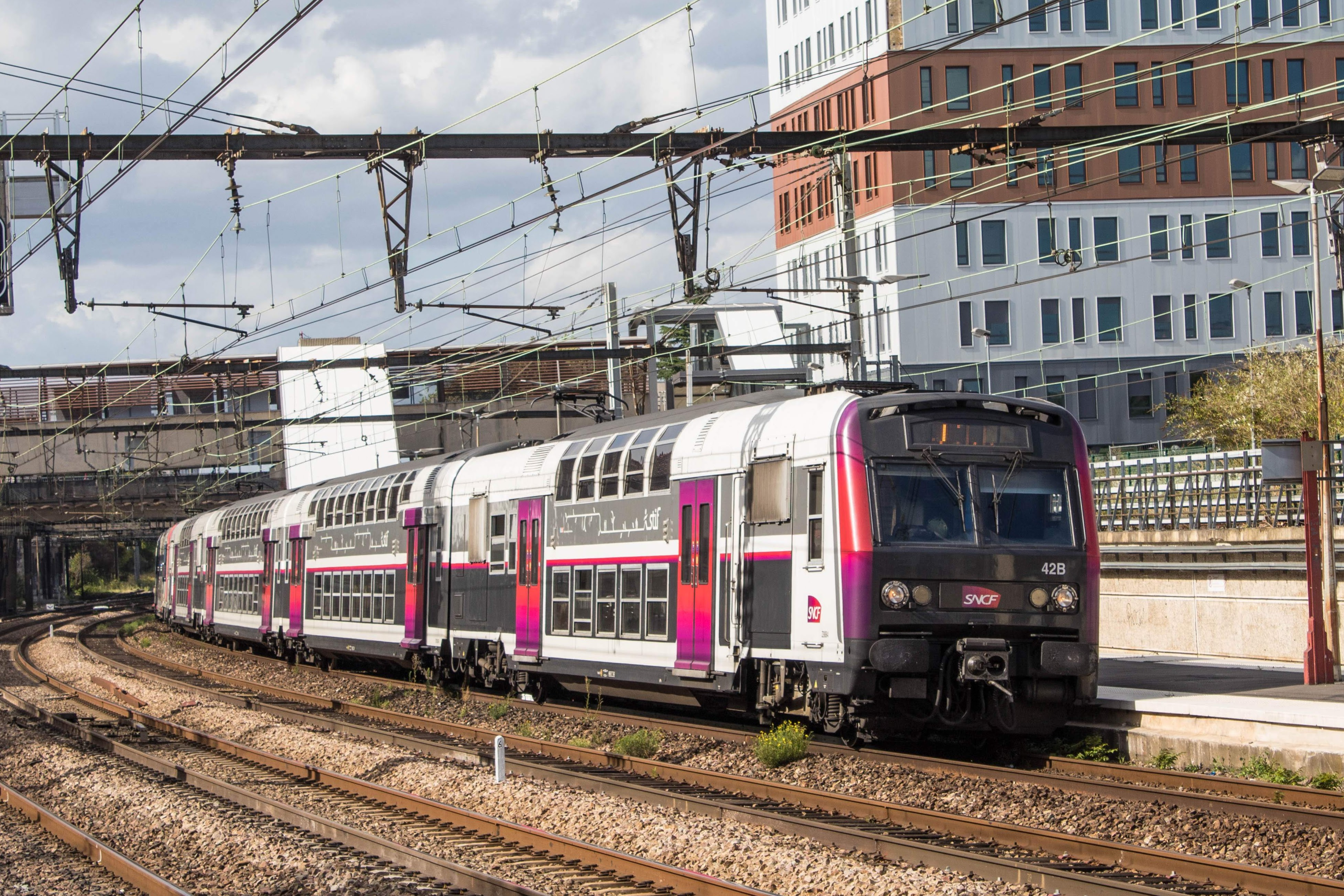
更新後の塗装（「カーミリオン」）（2019年撮影）

## 今後の予定
RER C線で使用されている車両については、2025年以降、後継となる新型車両の導入に伴い他の系統から転属するZ20500形によって全編成ともに置き換えられる事になっている。

## 参考資料
- 関崇博 (1991-10-01). “SNCF 2階車ものがたり その2”. 鉄道ファン (交友社) 31 (10):  82-90.
- Thomas Estler (2024). Loks der französischen Staatsbahn SNCF: seit 1938. Transpress Verlag. ISBN 978-3-613-31353-8